# Густав Крклець
Густав Крклець (хорв. Gustav Krklec; 23 червня 1899, Удбиня поблизу Карловаця, тепер Хорватія — 30 жовтня 1977, Загреб, тепер Хорватія) — хорватський поет, перекладач, член Югослов'янської академії наук і мистецтв (з 1951 року).

## З біографії та творчості
Навчався у Загребському університеті. З 1922 року жив у Белграді, працюючи секретарем на фондовій біржі і як видавець у часописі Nolit.
У 1945 році Крклець повернувся до Загреба, де працював редактором у декількох видавничих домах і часописах.
Від 1951 року — член Югослов'янської академії наук і мистецтв, у 1950—54 роках очолював Матицю хорватську.
Густав Крклець — автор поетичних збірок «Лірика» (1919), «Срібна дорога» (1921), «Любов птахів» (1926), «Прогулянка в небо» (1928). В роки реакції та німецької окупації в поезіях Крклеця з'явилися настрої безвиході, вболівання за долю батьківщини (збірки «Сон під березою», 1940; «Подарунки Безіменній», 1942; «В'язниця часу», 1944). Перемогу над нацизмом, повоєнну соціальну перебудову в СФРЮ відобразив у циклі віршів «Гомін життя» (1955).
Людські почуття, рідна природа, місія поета в суспільстві — основні теми поезій Крклеця, більшість із яких написані у формі сонета.
Легким гумором пройняті поезії для дітей («Телеграфні байки», 1952). Крклець є автором критичних есеїв, опублікованих під псевдонімом Мартин Липняк.
1968 року отримав Премію Владимира Назора за значні досягнення у літературі.
Його племінник Нікола Маурахер (хорв. Nikola Mauracher (Krklec)), син старшого брата Валентина, живе у Відні, власник «Пансіону Моцарта», одружений із австрійсько-російською диригенткою і піаністкою Галь Раше.

## Творчий доробок
Поетичний доробок Крклеця включає такі видання:
- Lirika (1919)
- Srebrna cesta (1921)
- Nove pjesme (1923)
- Ljubav ptica (1926)
- Izlet u nebo (1928)
- San pod brezom (1940)
- Darovi za bezimenu (1942)
- Tamnica vremena (1944)

Він також автор критичних статей, есеїв і фейлетонів:
- Lica i krajolici (1954)
- Pisma Martina Lipnjaka iz provincije (1956)
- Noćno iverje (1960)

Крклець написав роман Beskućnici (1921). Він також перекладав з німецької, російської, чеської та словенської мов.